# William Steinway
Pour les articles homonymes, voir Steinway (homonymie).
William Steinway (ou Wilhelm Steinway, né Wilhelm Steinweg le 5 mars 1835 et mort le 30 novembre 1896) est un homme d'affaires américain, fils du fondateur de l'entreprise Steinway & Sons, ayant influencé le développement d'Astoria dans le Queens.
William Steinway est né à Seesen en Allemagne, il est le quatrième fils de Henry E. Steinway. Il émigre aux États-Unis avec son père et ses frères en 1850, et il fonde l'entreprise en 1853. En 1864, après avoir établi le succès mercatique de Steinway, il construit une série de nouvelles salles d'exposition hébergeant plus de 100 pianos sur la 14e rue. William Steinway crée également le département « Concert & Artist », toujours existant aujourd'hui. En 1889 il devient directeur de Steinway & Sons.
À partir de 1870 il avait commencé à construire le « Steinway village » sur environ 1,6 km2 au nord d'Astoria. En 1888 il fonde la société Daimler USA.
Son successeur à la tête de l'entreprise est Charles Herman Steinway.